# 成田博之
成田 博之（なりた ひろゆき、9月15日  - ）は、日本の声楽家（バリトン）、オペラ歌手、音楽教育者、演奏会プロデューサー、舞台演出家。

## 経歴
1968年（昭和43年）宮城県古川市（現・大崎市）出身。古川市立高倉小学校、大崎市立古川西中学校、宮城県古川高等学校卒業。国立音楽大学音楽学部声楽科卒業。同大学院オペラコース修了。二期会オペラスタジオ修了。文化庁オペラ研修所第10期修了。中村健、小川雄二、大賀寛に師事。文化庁派遣芸術家在外研修員としてイタリア・ボローニャにてバリトンのパオロ・コーニのもと研修を積む。
2003年（平成15年）アテネで開催された「国際ミトロプーロス声楽コンクール」で最高位入賞（順位なし）。入賞者記念コンサートと表彰式がギリシャ国内でテレビ放送された。これによりアテネ五輪の文化事業の一環として2005年（平成17年）アテネのヘロド・アティクス野外劇場でオペラ『エウメニデス』（世界初出演/演奏会形式）にアポロ役で出演した。
これまでオペラでは古典から現代オペラまで主要なバリトン役を数多く務めるとともに、コンサートへの出演のほか、オペラ歌手による男声クラシカル・クロスオーバーユニット「THE JADE（ザ・ジェイド）」のメンバーとしても活動している。また、音楽教育者としての後進の育成や、自らがプロデュースする公演の演出など幅広い活動をみせている。二期会会員。

## 代表的な出演歴

### オペラ
昭和音楽大学オペラ情報センターの記録などによる。
- 1996年（平成8年）10月 文化庁オペラ研修所 原嘉壽子『祝い歌が流れる夜に』しまの息子・博
- 1998年（平成10年）3月 日本オペラ協会 原嘉壽子『那須與一』大八郎（與一の弟）
- 1999年（平成11年）6月 新国立劇場・二期会共催公演 原嘉壽子『罪と罰』（初演）ドミートリィ
- 2000年（平成12年）2月 東京二期会 モーツァルト『魔笛』第1の僧侶
- 2002年（平成14年）新国立劇場小劇場オペラ オルフ『賢い女』ラバを連れた男
- 2003年（平成15年）11月 日生劇場開場40周年記念特別公演 ベルク『ルル』（3幕版/日本初演）新聞記者
- 2004年（平成16年）4月 サントリーホール・オペラ プッチーニ『トスカ』アンジェロッティ 世界的なアーティストと共演[4]
- 2005年（平成17年）5月 サントリーホール・オペラ プッチーニ『ラ・ボエーム』ショナール 世界的なアーティストと共演[4]
- 2005年（平成17年）7月 王子ホール委嘱作品 笠松泰洋 ギリシャ劇『エレクトラ3部作』＜アトレウス家の崩壊と再生＞第3話「弟オレステスの放浪と帰還」バリトン[11]
- 2006年（平成18年）2月 東京二期会 プッチーニ『ラ・ボエーム』マルチェッロ
- 2007年（平成19年）4月 新国立劇場 プッチーニ『西部の娘』ベッロ
- 2009年（平成21年）6・7月 佐渡裕プロデュースオペラ（兵庫 東京 愛知） ビゼー『カルメン』エスカミーリョ
- 2010年（平成22年）11月 新国立劇場 ジョルダーノ『アンドレア・ シェニエ』ルーシェ
- 2010年（平成22年）12月 - 2011年（平成23年）1月 ワーグナー『トリスタンとイゾルデ』（大野和士：指揮）舵取り
- 2013年（平成25年）１・2月 新国立劇場 ドニゼッティ『愛の妙薬』ベルコーレ
- 2014年（平成26年）2月 東京二期会 ヴェルディ『ドン・カルロ』ロドリーゴ
- 2014年（平成26年）5月 新国立劇場 マスカーニ『カヴァレリア・ルスティカーナ』アルフィオ
- 2014年（平成26年）7月 新国立劇場鑑賞教室 プッチーニ『蝶々夫人』シャープレス
- 2015年（平成27年）2月 東京二期会 ヴェルディ『リゴレット』タイトルロール
- 2015年（平成27年）6月 新国立劇場 松村禎三『沈黙』ヴァリニャーノ
- 2016年（平成28年）2月 東京二期会 ヴェルディ『イル・トロヴァトーレ』ルーナ伯爵[12]
- 2020年（令和2年）2月 東京二期会 ヴェルディ『椿姫』ジェルモン[13]

### コンサート
- ヘンデル『メサイア』[5][8]
- ブラームス『ドイツ・レクイエム』[5][8]
- フォーレ『レクイエム』[5][8]
- オルフ『カルミナ・ブラーナ』等[5][8]
- ベートーヴェン『第九』[14]
- ドイツ・リート、日本歌曲の演奏会にも取り組んでいる[5][8]。

### 放送
- NHK-FM『名曲リサイタル』[5][6]
- 2010年（平成22年）7月11日 BS朝日『初めてのクラシック』[15]
- 2012年（平成24年）1月3日 NHKニューイヤーオペラコンサート ビゼー『カルメン』エスカミーリョ[12]

## 受賞歴
- 第8回日本声楽コンクール第1位[5]
- 第69回日本音楽コンクール第3位入賞。同時に優れた日本歌曲の演奏者に授与される木下賞を受賞[5]
- 第5回藤沢オペラコンクール第2位入賞[5]
- 2003年（平成15年）アテネで開催された「国際ミトロプーロス声楽コンクール」で最高位入賞（順位なし）[5]

## 音楽教育者として
- 国立音楽大学講師[7]
- 尚美学園大学講師[7]
- 二期会アドヴァンスドコース・2017年度（平成29年度）- 2020年度（令和2年度）現在主任講師[4][16]

門下生として、阿部大輔、小野夏樹、海下智昭、今野香澄、古澤利人などがいる。

## プロデュース公演・演出等
- 2008年（平成20年）日本橋三越本店ニューイヤーステージ プロデュース・企画・構成・演出[8]
- 2009年（平成21年）日本橋三越本店ニューイヤーステージ プロデュース・企画・構成・演出[8]
- 2012年（平成24年）9月 オペラ『椿姫』能代市公演実行委員会 成田博之 Produce ヴェルディ『椿姫』プロデュース・演出[10]
- 2014年（平成26年）9月 能代オペラ音楽祭 ビゼー『カルメン』演出[10]
- 2016年（平成28年）8月 能代オペラ音楽祭 成田博之 Produce ビゼー『カルメン』プロデュース・演出[10]
- 2018年（平成30年）8月 能代オペラ音楽祭 プッチーニ『ラ・ボエーム』芸術監督[10]

## ディスコグラフィー

### 成田博之
- CD『バリトン・リサイタル2012』成田博之：バリトン、河原忠之：ピアノ オクタヴィア・レコード
- CD『バリトン・リサイタル2016』成田博之：バリトン、河原忠之：ピアノ オクタヴィア・レコード
- CD ベートーヴェン：交響楽団第9番『合唱付き』小泉和裕：指揮、釜洞祐子、八木寿子、宮里直樹、成田博之、九州交響楽団 フォンテック
- CD オルフ『カルミナ・ブラーナ』ダグラス・ボストック：指揮、臼木あい、高橋淳、成田博之、新宿少年少女合唱団、熊楠フェスティバルコーラス、東京佼成ウィンド・オーケストラ 佼成出版

### The JADE
- CD『手紙』EMI MUSIC JAPAN
- CD『倖せのまわり道』MW RECORDS
- CD『リヴァイブ』MW RECORDS

## YouTube活動
2021年1月にYouTube公式アーティストチャンネルを開設、同年4月より「Hiro Channel」として毎月1日に動画を配信している。
動画名は公式サイトの情報による。
- 2021年4月1日　Di Provenza il mar, il suol　プロヴァンスの海と陸
- 2021年4月1日　Cortigiani, vil razza dannata　鬼め、悪魔め
- 2021年4月1日　Couplets du toréador　闘牛士の歌
- 2021年5月1日　Torna a Surriento　帰れ　ソレントへ
- 2021年6月1日　Largo al factotum　私は町のなんでも屋
- 2021年7月1日　浜辺の歌
- 2021年8月1日　初恋
- 2021年9月1日　Non ti scordar di me　忘れな草
- 2021年10月1日　落葉松
- 2021年11月1日　Di Provenza il mar, il suol　プロヴァンスの海と陸
- 2021年12月1日　Catari Catari  カタリ　カタリ
- 2022年1月15日　栄冠は君に輝く
- 2022年2月1日　O sole mio　わが太陽